# Министерство государственной безопасности ГДР
Министерство государственной безопасности ГДР (нем. Ministerium für Staatssicherheit), неофиц. сокр. Шта́зи (нем. Stasi) — тайная полиция, контрразведывательный и разведывательный (с 1952 года) государственный орган Германской Демократической Республики.
Штаб-квартира располагалась в округе Лихтенберг Восточного Берлина.

## История
Министерство государственной безопасности ГДР под руководством Вильгельма Цайссера было создано по образу и подобию советского МГБ 8 февраля 1950 года. В 1953 году, после событий июня 1953 года, Вальтер Ульбрихт назначил главой МГБ ГДР Эрнста Волльвебера. В 1957 году Волльвебера сменил Эрих Мильке.
Министерство государственной безопасности ГДР также контролировало другую спецслужбу ГДР — Военную разведку Национальной народной армии ГДР (Militärische Aufklärung der Nationalen Volksarmee). Во времена холодной войны считалось одной из наиболее сильных спецслужб в мире, наряду с КГБ и ЦРУ.
Разоблачение агента спецслужбы ГДР Гюнтера Гийома было одной из причин отставки федерального канцлера Западной Германии Вилли Брандта в мае 1974 года.
При МГБ ГДР действовало Представительство КГБ СССР (в/ч п/п 62504, дислокация — Берлин-Карлсхорст). Вплоть до 1990 года министерство плотно сотрудничало с КГБ, например, КГБ приглашал агентов ГДР организовать оперативные базы в Москве и Ленинграде для слежки за немецкими туристами. Мильке относился к офицерам министерства, как к «чекистам Советского Союза», а в 1978 году Мильке официально дал агентам КГБ в ГДР те же права и власть, что и в СССР.

## Операции
Министерство государственной безопасности оказывало большое влияние практически на все аспекты жизни граждан Германской Демократической Республики. До середины 1980-х годов сеть осведомителей, называвшихся «неофициальными сотрудниками» (нем. Inoffizielle Mitarbeiter, IM) развилась быстрыми темпами как в пределах собственной страны, так и на Западе.
В 1989 году численность сотрудников и агентов госбезопасности оценивалась соответственно в 91 015 человек на штатной основе и около 200 000 неофициальных сотрудников. Это означает, что приблизительно каждый пятидесятый гражданин ГДР сотрудничал с министерством, что является одним из самых высоких уровней насыщения общества агентурой в мировой истории.
Министерство государственной безопасности старательно контролировало поведение граждан Восточной Германии с целью кардинального предотвращения любых «политически некорректных действий». Девиз Штази «Неважной информации не существует» с завидным упорством претворялся в жизнь. Министерство располагало досье почти на каждого из 16 миллионов жителей ГДР (и многих жителей ФРГ, особенно перебежчиков), включая даже школьников и стариков. Центральной тюрьмой предварительного заключения Штази являлась Берлин-Хоэншёнхаузен. Там содержались те, кто пытались бежать на запад или получить разрешение на выезд, а также так называемые «инакомыслящие», которые подвергались политическим преследованиям. Узников жестоко изнуряли, применяя к ним методы физического и психологического воздействия.
Одной из «визитных карточек» Штази стало использование так называемых «законсервированных запахов» (Geruchskonserven) — герметически закупоренных стеклянных сосудов с образцами запаха тел подозреваемых в антигосударственной деятельности или помыслах. Десятки тысяч хранившихся образцов представляли собой либо выкраденные предметы одежды, либо ткань обивки стула, на котором сидел арестованный. Специально обученные собаки могли найти человека по запаху, однако запах уликой не считался и использовался только «для сужения круга подозреваемых». Вопреки распространённому мнению, этот метод состоял на вооружении и у обычной полиции, более того, применяется и поныне.
Помимо этого, ресурсы службы использовались для проникновения в западногерманское правительство и спецслужбы с целью их подрыва, что выполнялось исключительно умело, поскольку восточногерманские агенты разоблачались весьма редко.
20 июля 1954 года в ГДР перешёл доктор Отто Йон, с декабря 1950 года возглавлявший Федеральную службу защиты конституции Германии (контрразведку ФРГ).
Высшим достижением Штази стало внедрение в окружение канцлера Вилли Брандта офицера МГБ Гюнтера Гийома. Вместе со своей женой Кристель он в 1956 году под видом беженца приехал в ФРГ, а с февраля 1970 года приступил к работе в аппарате канцлера, быстро став одним из наиболее доверенных помощников Брандта. Наиболее успешной акцией, проведённой совместно с советской внешней разведкой и на предоставленные ею средства, стал подкуп нескольких депутатов бундестага, позволивший предотвратить поражение федерального канцлера Брандта при голосовании по вопросу вотума доверия ему 27 апреля 1972 года и тем самым обеспечить последующую ратификацию договоров ФРГ с Советским Союзом, Польшей и ГДР, закрепивших нерушимость восточных границ ФРГ, сложившихся после Второй мировой войны. Гийом был разоблачён и арестован только в апреле 1974 года. По опубликованным данным, под псевдонимами «Грегор» и «Нотариус» со Штази сотрудничал и будущий председатель Партии демократического социализма, многолетний лидер левой фракции в бундестаге Грегор Гизи, хотя сам он это отрицал, а дважды проведённое прокуратурой Германии расследование правовых последствий не имело.

Значительного успеха Штази в альянсе с советской внешней разведкой добилась в 1980-х годах, когда в Западной Германии находился основной плацдарм НАТО и дислоцировалась наиболее мощная группировка вооружённых сил блока. Американские стратеги, опасаясь получить от СССР ответный ядерный удар по своей территории, разместили в Западной Германии баллистические ракеты средней дальности. На трёх ракетных операционных базах было развёрнуто 108 пусковых установок для ракет «Першинг-2». Фактор особого риска для СССР состоял в том, что подлётное время ракет «Першинг-2» со стартовых позиций в лесистых районах Баварии до объектов в центре европейской части Советского Союза составляло всего 8-10 минут, что делало их чрезвычайно опасным оружием первого удара. Разведчикам удалось завербовать ряд высокопоставленных военных чиновников Западной Германии и Западного Берлина, располагавших сведениями об организации, боевом составе, дислокации и вооружениях войск НАТО, планах их боевой подготовки, оборудовании театра военных действий, расположении и планах строительства позиций ракет средней дальности и хранилищ ядерного оружия. Полученная секретная информация способствовала подписанию в декабре 1987 года лидерами СССР и США Договора о ликвидации ракет средней и меньшей дальности
.
15 августа 1985 года в ФРГ таинственно пропал 48-летний Хансйоахим Тидге, который курировал в Федеральной службе защиты конституции контрразведку против ГДР. Однако уже 19 августа Тидге дал пресс-конференцию в Восточном Берлине, из которой стало ясно, что он решил порвать со своим прошлым, начав новую жизнь в ГДР. Позже в берлинском Университете им. Гумбольдта Тидге защитил докторскую диссертацию «Контрразведывательные функции ведомства по охране конституции Федеративной республики Германии», описывавшую деятельность БФФ, включая операции службы электронного наблюдения.
В 1989 году Тидге выехал в Советский Союз.

## Методы
В Министерстве государственной безопасности ГДР существовала специальная программа Zersetzung — разложение. Её использовали против диссидентов в 1970-е и 1980-е годы. Цель состояла в том, чтобы «выключить» диссидентов путём нарушения их личной или семейной жизни. Метод психологического разложения включал регулярные проникновение в жилища неугодных лиц в их отсутствие и некое лёгкое, едва заметное изменение быта: снятие картин со стены, перестановку мебели, постановку будильника на другое время, замену одного сорта чая на другой, странные телефонные звонки от неизвестных людей и т. п. Обычно жертвы не подозревали, что это «Штази».
Кроме того, объект могли тревожить многочисленными ночными звонками, заказами из службы доставки, в том числе странных предметов вроде 20 пирогов с разной начинкой. Ставка делалась также на национальные особенности вроде ярко выраженной немецкой педантичности. У жертв слежки зачастую развивалась паранойя, которая постепенно сводила их с ума. В отдельных случаях «объекты» не просто прекращали свою политическую деятельность, но и сводили счёты с жизнью.

## Структура
Главное управление «А» (нем. HVA, Hauptverwaltung Aufklärung — внешняя разведка) насчитывало более 4 тысяч сотрудников и около 38 тыс. агентов (в основном граждан ФРГ). Численность штатных сотрудников системы государственной безопасности ГДР в 1956 году составила 16 тысяч человек, а в 1989 году насчитывалось 91 тысяча штатных сотрудников государственной безопасности.
Внутренняя структура МГБ была очень разветвлённой. Органами МГБ в округах были окружные отделы (Bezirksverwaltung, до 1952 года — земельные отделы (Landesverwaltung), во главе с руководителем земельной администрации (Leiter der Landesverwaltung)) во главе с руководителем окружной администрации (Leiter der Bezirksverwaltung), в районах — районные отделы (Kreisdienststelle).
Кроме того, к МГБ относилась пограничная охрана и охранный полк имени Дзержинского.

## Захват и роспуск в ходе контрреволюции 1989 года
Во время контрреволюции 1989 года здания министерства (а 15 января 1990 года и штаб-квартира) были захвачены разгневанными гражданами. Особый резонанс имел захват дрезденской штаб-квартиры 5 декабря, в ходе которого начальник окружного управления генерал Хорст Бём сдал оружие протестующим.
Находясь в окружении, сотрудники МГБ получили приказ уничтожить архив. Согласно приказу в первую очередь следовало уничтожить документы о ключевых осведомителях Штази, о главных операциях в ГДР и ФРГ. Архив уничтожали с помощью шредеров. Из-за большого объёма бумаги шредеры вышли из строя и оставшиеся документы пытались разрывать вручную. Оставшиеся клочки бумаги складывали в отдельные мешки. В настоящее время[уточнить] ведутся работы по восстановлению этой части архива.
Решением Народной палаты ГДР от 17 ноября 1989 года на смену министерству пришло Ведомство национальной безопасности (нем. Amt für Nationale Sicherheit) под руководством Вольфганга Шваница. 8 декабря председатель Совета министров ГДР Ханс Модров объявил о роспуске ведомства, а 14 декабря правительство приняло и подтвердило решение о ликвидации ведомства.
Трое начальников управлений МГБ — Хорст Бём (Дрезден), Петер Кох (Нойбранденбург), Герхард Ланге (Зуль) — и ещё несколько офицеров Штази покончили с собой.

## Раскрытие досье на граждан ГДР
По «Закону о документации Штази», принятому в 1991 году, все граждане ГДР получили доступ к своим досье, собранным из информации, обеспеченной «неофициальными сотрудниками». Все сохранившиеся архивы были переданы «Комиссии Гаука», названной по имени пастора из Ростока, бывшего диссидента и будущего федерального президента Германии, которому доверили управление доступом к документам. Архив огромен: 111 километров стеллажей с бумажными документами и ещё 47 — с микрофильмированными. Кроме того, здесь хранится около 1,4 миллиона других носителей информации и документов — фотографий, аудиозаписей и киноплёнки.
Ежегодно около 80 тыс. немцев знакомятся со своими досье. После официального запроса сотрудники архива выдают копию дела, из которой, согласно правилам, вымараны все имена (однако часто человек легко догадывается, кто на него «стучал»). Эти досье стали доступны для всех людей, которые были в прошлом жертвами осведомителей, часто показывая, что друзья, коллеги, мужья, жёны и другие члены их семей регулярно шпионили за ними для «государственной безопасности».
Публикация досье, собранных Штази, была юридически ограничена при разбирательстве дела Гельмута Коля. В сентябре 2003 года Административный суд Берлина постановил, что запрет на публикацию досье на Коля, собранного Штази, следует отменить. По апелляции Коля в июне 2004 года Федеральный административный суд решил:
- Новая редакция закона, разрешающая доступ к досье Штази на известных немецких политиков, открывает доступ к архивам, но только для исследователей, занимающихся историей Штази. При этом исследователи, получившие такой доступ, обязаны гарантировать, что полученная ими информация о личной жизни, не будет опубликована или передана третьим лицам;
- Запрещается обнародовать информацию о частной жизни публичных персон, полученную из аудиозаписей (стенограмм аудиозаписей) незаконной «прослушки» в частных или официальных помещениях, а также из основанных на этих аудиозаписях (стенограммах аудиозаписей) внутренних отчётов Штази;
- Ограничен доступ ко всей информации, собранной путём шпионажа;
- Запрещено без письменного согласия пострадавшего физического лица публиковать личную информацию о нём или передавать её в образовательных целях.

## Министры госбезопасности ГДР
- Вильгельм Цайсер (1950—1953)
- Эрнст Волльвебер (1953—1957)
- Эрих Мильке (1957—1989)
- Вольфганг Шваниц (1989—1990)

## Память
- Музей в старом здании штаб-квартиры министерства[20];
- Мемориал Берлин-Хоэншёнхаузен (бывшая тюрьма Штази);
- Мемориал Баутцнер Штрассе в Дрездене (бывший следственный изолятор и районное отделение Штази)[21];
- Памятник рабочим и сотруднику министерства в Берлине.

## Фильмы о министерстве
- 1966 — «Разорванный занавес» (англ. Torn Curtain)
- 1999 — «Солнечная аллея» (нем. Sonnenallee)
- 1999 — «Тишина после выстрела» («Легенда Риты») (нем. Die Stille nach dem Schuss)
- 2001 — «Туннель» (нем. Der Tunnel)
- 2002 — «Наци: Немецкая история X» (нем. Führer Ex)
- 2006 — «Жизнь других» (нем. Das Leben der Anderen)
- 2006 — «Красный какаду» (нем. Der Rote Kakadu)
- 2009 — «Любовь за стеной» (драма, мелодрама, комедия) (нем. Liebe Mauer)
- 2011 — «В поле зрения» (телесериал) (англ. person of the interest)
- 2015 — «Германия-83» (телесериал) (нем. Deutschland 83)
- 2022 — «Клео» (телесериал) (нем. Kleo)
- 2024 — «ГДР» (телесериал)

## Книги о министерстве
- Stasiland — бестселлер 2004 года Анны Фундер. Книга получила приз Сэмюэла Джонсона в 2004 году.
- John O. Koehler «Stasi. The Untold Story of the East German Secret Police» (1999). На русском вышла в 2000-м году как: Джон Кёлер «Секреты Штази. История знаменитой спецслужбы ГДР» (издательство «Русич»).